# Ернестс Гулбіс
Ернестс Гулбіс (30 серпня 1988 , Рига, СРСР ) — латвійський тенісист; півфіналіст одного турніру Великого шолома в одиночному розряді (Відкритий чемпіонат Франції 2014); переможець восьми турнірів ATP (шість — в одиночному розряді); колишня десята ракетка світу в одиночному розряді.

## Життєпис
Ернест із спортивної сім'ї: його дід батьку — Алвіл Гулбіс — відомий радянський баскетболіст, гравець збірної країни; батько Ернеста — Айнар — також пробував професійно грати в цей вид спорту, але подібних успіхів не досяг. Дід Ернеста по матері — Улдіс Пуцітіс — актор театру і кіно, а мати — Мілена Гулбіс — також відома своїми кіноролями. У Ернеста також є три сестри: Еліна, Лаура і Моніка і один брат — Крістап.
Ернест вперше спробував себе на тенісному корті в п'ять років — за підтримки бабусі Ірини Яківни. Молодші сестри — Лаура і Моніка — поділяють любов старшого брата до тенісу і також пробують себе, а молодший брат на напівпрофесійному рівні грає в гольф.

Гулбіс найбільш удачливий на хардовому покритті. Його улюблені елементи гри — подача і укорочений з бекхенда.